# Phytoseius minutus
Phytoseius minutus är en spindeldjursart som beskrevs av Narayanan, Kaur och Ghai 1960. Phytoseius minutus ingår i släktet Phytoseius och familjen Phytoseiidae. Inga underarter finns listade i Catalogue of Life.